# Geneva Open 2024
Geneva Open 2024, oficiálně Gonet Geneva Open 2024, byl tenisový turnaj na mužském profesionálním okruhu ATP Tour, hraný v Tennis Clubu de Genève. Dvacátý první ročník Geneva Open probíhal mezi 19. a 25. květnem 2024 ve švýcarské Ženevě na antukových dvorcích. Představoval závěrečnou přípravu před grandslamovým French Open.
Turnaj dotovaný 651 865 eury patřil do kategorie ATP Tour 250. Nejvýše nasazeným singlistou se stal první tenista světa Novak Djoković ze Srbska, který na turnaji debutoval. V semifinále jej však vyřadil Tomáš Macháč. Jako poslední přímý účastník do dvouhry nastoupil argentinský 81. hráč žebříčku Federico Coria. V důsledku invaze Ruska na Ukrajinu na konci února 2022 řídící organizace tenisu ATP, WTA a ITF s grandslamy rozhodly, že ruští a běloruští tenisté mohli dále na okruzích startovat, ale do odvolání nikoli pod vlajkami Ruska a Běloruska.
Dvanáctý singlový titul na okruhu ATP Tour, a jedenáctý na antuce, vybojoval  25letý Nor Casper Ruud. Na Geneva Open se stal prvním trojnásobným šampionem, když navázal na vítězství z let 2021 a 2022. Čtyřhru ovádli Salvadořan Marcelo Arévalo s Chorvatem Matem Pavićem, kteří v rámci túry ATP získali druhou společnou trofej.

## Rozdělení bodů a finančních odměn

### Rozdělení bodů
| Soutěž  | Soutěž      | vítězové | finalisté | semifinalisté | čtvrtfinalisté | 16 v kole | 28 v kole | Q  | Q2 | Q1 |
| ------- | ----------- | -------- | --------- | ------------- | -------------- | --------- | --------- | -- | -- | -- |
| dvouhra | [ 1 ] [ 5 ] | 250      | 165       | 100           | 50             | 25        | 0         | 13 | 7  | 0  |
| čtyřhra | [ 6 ]       | 250      | 150       | 90            | 45             | 0         | —         | —  | —  | —  |

Vysvětlivky
1. ↑  Nasazení s volným losem do druhého kola v případě prohry neobdrželi žádné body.'"`UNIQ--ref-00000012-QINU`"'

### Finanční odměny
| Soutěž                                | Soutěž      | vítězové | finalisté | semifinalisté | čtvrtfinalisté | 16 v kole | 28 v kole | Q2      | Q1      |
| ------------------------------------- | ----------- | -------- | --------- | ------------- | -------------- | --------- | --------- | ------- | ------- |
| dvouhra                               | [ 1 ] [ 5 ] | 88 125 € | 51 400 €  | 30 220 €      | 17 510 €       | 10 165 €  | 6 215 €   | 3 105 € | 1 695 € |
| čtyřhra                               | [ 6 ]       | 30 610 € | 16 380 €  | 9 600 €       | 5 370 €        | 3 160 €   | —         | —       | —       |
| částka ve čtyřhrách je uvedena na pár |             |          |           |               |                |           |           |         |         |

## Mužská dvouhra

### Nasazení
| Stát                          | Hráč              | ATP | Nasazení |
| ----------------------------- | ----------------- | --- | -------- |
| Srbsko                        | Novak Djoković    | 1.  | 1.       |
| Norsko                        | Casper Ruud       | 6.  | 2.       |
| USA                           | Taylor Fritz      | 13. | 3.       |
| USA                           | Ben Shelton       | 14. | 4.       |
| Argentina                     | Sebastián Báez    | 19. | 5.       |
| Nizozemsko                    | Tallon Griekspoor | 26. | 6.       |
| Maďarsko                      | Fábián Marozsán   | 36. | 7.       |
| Spojené království            | Jack Draper       | 40. | 8.       |
| Žebříček ATP k 6. květnu 2024 |                   |     |          |

### Jiné formy účasti
Následující hráči obdrželi divokou kartu do hlavní soutěže:
- Novak Djoković
- Andy Murray
- Denis Shapovalov

Následující hráči postoupili z kvalifikace:
- David Goffin
- Aleksandar Kovacevic
- Nicolas Moreno de Alboran
- Sebastian Ofner

### Odhlášení
před zahájením turnaje
- Facundo Díaz Acosta → nahradil jej  Daniel Altmaier
- Nicolás Jarry → nahradil jej  Sumit Nagal
- Jiří Lehečka → nahradil jej  Yannick Hanfmann
- Kei Nišikori → nahradil jej  Flavio Cobolli
- Tommy Paul → nahradil jej  Rinky Hijikata
- Jan-Lennard Struff → nahradil jej  Roberto Carballés Baena
- Jordan Thompson → nahradil jej  Alexandr Ševčenko

## Mužská čtyřhra

### Nasazení
| Stát                                                                                   | Hráč            | Stát               | Hráč          | ATP | Nasazení |
| -------------------------------------------------------------------------------------- | --------------- | ------------------ | ------------- | --- | -------- |
| Monako                                                                                 | Hugo Nys        | Polsko             | Jan Zieliński | 33. | 1.       |
| Spojené království                                                                     | Jamie Murray    | Nový Zéland        | Michael Venus | 45. | 2.       |
| Salvador                                                                               | Marcelo Arévalo | Chorvatsko         | Mate Pavić    | 51. | 3.       |
| Německo                                                                                | Andreas Mies    | Spojené království | Neal Skupski  | 54. | 4.       |
| Žebříček ATP k 6. květnu 2024; číslo je součtem žebříčkového postavení obou členů páru |                 |                    |               |     |          |

### Jiné formy účasti
Následující páry obdržely divokou kartu do hlavní soutěže:
- Antoine Bellier /  Jakub Paul
- Luca Margaroli /  Damien Wenger

Následující pár nastoupil z pozice náhradníka:
- Tomáš Macháč /  Petr Nouza

### Odhlášení
před zahájením turnaje
- Sriram Baladži /  Nicolas Mahut → nahradili je  Tomáš Macháč /  Petr Nouza

## Přehled finále

### Mužská dvouhra
- Casper Ruud vs.  Tomáš Macháč, 7–5, 6–3

### Mužská čtyřhra
- Marcelo Arévalo /  Mate Pavić vs.  Lloyd Glasspool /  Jean-Julien Rojer, 7–6(7–2), 7–5